# チュブ州
チュブト州（チュブしゅう、Provincia de Chubut）は、アルゼンチン南部の州で、チリとの国境であるアンデス山脈から大西洋岸までの範囲にある。北側をリオネグロ州、南側をサンタクルス州と接している。州名の由来は、テウエルチェ語で「透明」という意味。チュブト川の澄んだ水に由来する。
最大の都市は、州南部のコモドーロ・リバダビア（人口175,300人）であるが、州都は北部のラウソンである。他の重要な都市は、プエルト・マドリン、トレレウ、エスケル、サルミエントなど。
面積224,686km2、人口603,120人（2022年国勢調査）。

## 歴史
スペイン人が来る前は、テウエルチェ族がパタゴニアの平原に居住していた。17〜18世紀に、スペインの宣教師が布教活動を始め、19世紀に、ウェールズ人がチュブト地域に住みついた。
ボーア戦争が終わった20世紀の初め頃、一部のボーア人がサルミエントや他の近くの町に住みついた。
1955年、チュブト州が成立する。
20世紀後半から特にブエノスアイレスからの移住により着実に人口が増加している。住民の多くが大都市やチュブト川沿岸に住む一方、大半の地域は人口密度が1km2あたり1人未満となっている。

## 経済
石油精製がチュブト州の主要な産業であり、アルゼンチンの石油生産の13%を占める。その他牧羊が盛ん。

## 観光
観光もまた成長著しい産業である。バルデス半島やプンタ・トンボ、プンタ・ニンファスなどがヒゲクジラ、アシカゾウアザラシ、ペンギン、シャチほか多くの海洋生物の生息地として人気を集めており、プンタ・トンボには広大なマゼランペンギンの飼育場がある。
アンデス山脈の地域にはロス・アレルセス国立公園があり、美しい湖やエスケル付近のハイキングコースを毎年多くの観光客が訪れる。エスケルで運行されている『オールド・パタゴニア急行』（ラ・トロチータ、作家ポール・セルーの紹介によって有名になった古い蒸気機関車）は、多くの観光客をひきつけている。サルミエントの近くには珪化木による森林があり、世界有数の木化石を有する公園となっている。

## 化石
2011年にチュブ州で発見され2017年に命名されたパタゴティタン（白亜紀に生息していた草食恐竜）の化石は、体長37mに及び世界最大級の恐竜でもある。

## 隣接州
- リオネグロ州
- サンタクルス州
- アイセン・デル・ヘネラル・カルロス・イバニェス・デル・カンポ州
- ロス・ラゴス州

## 下位行政区画
1. ビエドマ・デパルタメント（英語版）
2. クシャメン・デパルタメント（英語版）
3. エスカランテ・デパルタメント（英語版）
4. フロレンティーノ・アメグイーノ・デパルタメント（英語版）
5. フタレウフ・デパルタメント（英語版）
6. ガイマン・デパルタメント（英語版）
7. ガストレ・デパルタメント（英語版）
8. ランギニェオ・デパルタメント（英語版）
9. マルティレス・デパルタメント（英語版）
10. パソ・デ・インディオス・デパルタメント（英語版）
11. ラウソン・デパルタメント (チュブ州)（英語版）
12. リオ・センゲール・デパルタメント（英語版）
13. サルミエント・デパルタメント (チュブ州)（英語版）
14. テウエルチェス・デパルタメント（英語版）
15. テルセン・デパルタメント（英語版）